# Ergebnisse der Kommunalwahlen in Salzgitter
In den folgenden Listen werden die Ergebnisse der Kommunalwahlen in Salzgitter aufgelistet. Es werden im ersten Teil die Ergebnisse der Stadtratswahlen ab 1946 angegeben. Im zweiten Teil stehen die Ergebnisse der Ortsratswahlen seit 2006.
Es werden nur diejenigen Parteien und Wählergruppen aufgelistet, die bei wenigstens einer Wahl mindestens zwei Prozent der gültigen Stimmen erhalten haben. Bei mehrmaligem Überschreiten dieser Grenze werden auch Ergebnisse ab einem Prozent aufgeführt. Das Feld der Partei, die bei der jeweiligen Wahl die meisten Stimmen bzw. Sitze erhalten hat, ist farblich gekennzeichnet.

## Parteien
- AfD: Alternative für Deutschland
- BHE: Bund der Heimatvertriebenen und Entrechteten
  - 1956 als GB/BHE: Gesamtdeutscher Block/Bund der Heimatvertriebenen und Entrechteten
- B’90/Grüne: Bündnis 90/Die Grünen → Grüne
- CDU: Christlich Demokratische Union Deutschlands
- DP: Deutsche Partei
- FDP: Freie Demokratische Partei
- Grüne: Grüne
  - 1981 bis 1991: Grüne
  - ab 1996: B’90/Grüne
- KPD: Kommunistische Partei Deutschlands
- Linke: Die Linke
  - 2001: PDS: Partei des demokratischen Sozialismus
  - 2006: LAS
- NPD: Nationaldemokratische Partei Deutschlands
- PARTEI: Die Partei
- REP: Die Republikaner
- SPD: Sozialdemokratische Partei Deutschlands

## Wählergruppen
- DUG: Die Unabhängige Gemeinschaft
- FUW: Freie Unabhängige Wähler Salzgitter
- FW: FREIE WÄHLER
- LAS: Linke Alternative Salzgitter → Linke
- MBS: Mündige Bürger Salzgitter
- UWG: Unabhängige Wählergemeinschaft
- UWGS: Unabhängige Wählergemeinschaft Salzgitter
- BL: Bürgerliste 38239 – Unabhängige Wählergemeinschaft der Ortschaft Salzgitter NORD-OST

## Abkürzung
- Wbt.: Wahlbeteiligung

## Stadtratswahlen
Stimmenanteile der Parteien in Prozent
- Vor der Stadterweiterung durch die Gebietsreform in Niedersachsen

| Jahr   | Wbt. | SPD  | CDU  | DP   | KPD | BHE  | FDP |
| ------ | ---- | ---- | ---- | ---- | --- | ---- | --- |
| 1946   | 68,2 | 46,6 | 33,0 | 9,7  | 9,3 |      |     |
| 1948   | 67,5 | 37,1 | 37,2 | 10,3 | 6,2 |      | 8,5 |
| 1952   | 77,3 | 36,1 | 16,6 | 9,1  |     | 28,3 | 4,6 |
| 1956   | 74,4 | 42,7 | 29,5 | 8,5  |     | 14,9 | 2,4 |
| 1961   | 72,4 | 46,7 | 34,6 | 4,9  |     | 10,4 | 1,6 |
| 119641 | 71,4 | 54,7 | 36,5 |      |     | 3,1  | 3,2 |
| 219682 | 74,2 | 50,8 | 37,5 |      |     |      | 4,2 |
| 1972   | 80,5 | 60,7 | 36,6 |      |     |      | 2,7 |

- Nach der Stadterweiterung durch die Gebietsreform in Niedersachsen

| Jahr   | Wbt. | SPD  | CDU  | AfD  | Grüne | FDP | Linke | FW  | MBS  |
| ------ | ---- | ---- | ---- | ---- | ----- | --- | ----- | --- | ---- |
| 1976   | 91,4 | 56,6 | 39,6 |      |       | 3,5 |       |     |      |
| 1981   | 73,1 | 46,3 | 46,3 |      | 4,2   | 2,9 |       |     |      |
| 1986   | 69,4 | 51,7 | 41,6 |      | 4,4   | 2,1 |       |     |      |
| 1991   | 63,0 | 48,7 | 41,8 |      | 6,1   | 2,9 |       |     |      |
| 1996   | 61,2 | 41,7 | 38,1 |      | 5,9   | 2,5 |       |     | 11,3 |
| 2001   | 49,8 | 47,7 | 37,9 |      | 2,7   | 6,3 | 1,4   |     | 4,0  |
| 320063 | 46,0 | 41,7 | 34,9 |      | 3,2   | 3,9 | 03,62 |     | 7,9  |
| 2011   | 44,6 | 44,5 | 32,0 |      | 9,4   | 1,8 | 4,0   |     | 6,4  |
| 2016   | 45,5 | 41,4 | 33,2 |      | 7,3   | 3,7 | 5,8   |     | 8,7  |
| 2021   | 48,1 | 35,0 | 29,8 | 10,5 | 8,5   | 5,0 | 3,8   | 2,6 | 2,6  |

Fußnote
1 1964: zusätzlich: UWG: 2,4 %

2 1968: zusätzlich: NPD: 5,1 %

3 2006: zusätzlich: REP: 3,63 %
Sitzverteilung
- Vor der Stadterweiterung durch die Gebietsreform in Niedersachsen

| Jahr | Gesamt | SPD | CDU | FDP | DP | KPD | BHE | UWG | NPD |
| ---- | ------ | --- | --- | --- | -- | --- | --- | --- | --- |
| 1946 | 36     | 28  | 6   |     | 1  | 1   |     |     |     |
| 1948 | 37     | 14  | 14  | 3   | 4  | 2   |     |     |     |
| 1952 | 37     | 14  | 8   |     | 4  |     | 11  |     |     |
| 1956 | 37     | 16  | 11  | 1   | 3  |     | 6   |     |     |
| 1961 | 39     | 19  | 14  |     | 2  |     | 4   |     |     |
| 1964 | 39     | 22  | 14  | 1   |    |     | 1   | 1   |     |
| 1968 | 39     | 21  | 15  | 1   |    |     |     |     | 2   |
| 1972 | 47     | 29  | 17  | 1   |    |     |     |     |     |

- Nach der Stadterweiterung durch die Gebietsreform in Niedersachsen

| Jahr   | Gesamt | SPD | CDU | AfD | Grüne | FDP | Linke | FW | MBS | FUW | REP |
| ------ | ------ | --- | --- | --- | ----- | --- | ----- | -- | --- | --- | --- |
| 1976   | 47     | 27  | 19  |     |       | 1   |       |    |     |     |     |
| 1981   | 47     | 22  | 22  |     | 2     | 1   |       |    |     |     |     |
| 1986   | 47     | 25  | 20  |     | 2     |     |       |    |     |     |     |
| 1991   | 47     | 23  | 20  |     | 3     | 1   |       |    |     |     |     |
| 1996   | 47     | 20  | 19  |     | 2     | 1   |       |    | 5   |     |     |
| 2001   | 46     | 23  | 18  |     | 1     | 3   |       |    | 1   |     |     |
| 2006   | 46     | 19  | 16  |     | 1     | 2   | 2     |    | 4   |     | 2   |
| 2011   | 46     | 20  | 15  |     | 4     | 1   | 2     |    | 3   | 1   |     |
| 2016   | 44     | 18  | 15  |     | 3     | 2   | 2     |    | 4   |     |     |
| 120211 | 46     | 16  | 15  | 5   | 4     | 2   | 2     | 1  | 1   |     |     |

Fußnote
1 2021: zusätzlich: PARTEI: 1 Sitz

## Ortsratswahlen

### Nord
Die Ortschaft Nord umfasst als größte Ortschaft der Stadt Salzgitter die vier Stadtteile Bruchmachtersen, Engelnstedt, Lebenstedt und Salder.
Stimmenanteile der Parteien in Prozent
| Jahr | Wbt. | SPD  | CDU  | AfD  | Grüne | Linke | FDP | MBS  | FW  |
| ---- | ---- | ---- | ---- | ---- | ----- | ----- | --- | ---- | --- |
| 2006 | 41,4 | 44,9 | 34,5 |      | 3,6   | 5,3   | 3,7 | 8,0  |     |
| 2011 | 39,2 | 44,4 | 31,2 |      | 9,9   | 4,6   | 1,3 | 5,2  |     |
| 2016 | 39,7 | 40,7 | 28,7 |      | 8,9   | 7,1   | 4,1 | 10,4 |     |
| 2021 | 42,0 | 35,5 | 24,7 | 14,8 | 9,1   | 5,1   | 4,2 | 3,4  | 2,6 |

Sitzverteilung
| Jahr | Gesamt | SPD | CDU | AfD | Grüne | Linke | FDP | FW | MBS | FUW |
| ---- | ------ | --- | --- | --- | ----- | ----- | --- | -- | --- | --- |
| 2001 | 37     | 19  | 15  |     |       |       | 2   |    | 1   |     |
| 2006 | 29     | 13  | 10  |     | 1     | 2     | 1   |    | 2   |     |
| 2011 | 29     | 13  | 9   |     | 3     | 1     |     |    | 2   | 1   |
| 2016 | 29     | 12  | 8   |     | 3     | 2     | 1   |    | 3   |     |
| 2021 | 29     | 10  | 7   | 4   | 3     | 2     | 1   | 1  | 1   |     |

### Nordost
Die Ortschaft Nordost umfasst die vier Stadtteile Beddingen, Sauingen, Thiede und Üfingen.
Stimmenanteile der Parteien in Prozent
| Jahr   | Wbt. | CDU  | SPD  | Grüne | AfD | BL  | FDP | FW  | Linke | MBS  |
| ------ | ---- | ---- | ---- | ----- | --- | --- | --- | --- | ----- | ---- |
| 2006   | 47,6 | 37,4 | 44,7 |       |     |     | 3,3 |     | 2,7   | 11,9 |
| 120111 | 49,4 | 34,0 | 44,3 | 10,3  |     |     | 1,6 |     | 2,3   | 3,3  |
| 2016   | 49,6 | 36,5 | 36,2 | 7,5   |     | 9,5 | 3,2 |     |       | 7,1  |
| 2021   | 53,3 | 38,5 | 27,0 | 9,9   | 7,8 | 4,7 | 4,2 | 3,2 | 2,3   | 1,7  |

Sitzverteilung
| Jahr | Gesamt | CDU | SPD | Grüne | AfD | BL | FDP | MBS |
| ---- | ------ | --- | --- | ----- | --- | -- | --- | --- |
| 2001 | 23     | 11  | 11  |       |     |    | 1   |     |
| 2006 | 17     | 6   | 8   |       |     |    | 1   | 2   |
| 2011 | 17     | 6   | 8   | 2     |     |    |     | 1   |
| 2016 | 17     | 6   | 6   | 1     |     | 2  | 1   | 1   |
| 2021 | 17     | 7   | 5   | 2     | 1   | 1  | 1   |     |

Fußnote
1 2011: zusätzlich: FUW: 2,3 %

### Ost
Die Ortschaft Ost umfasst die fünf Stadtteile Bleckenstedt, Drütte, Hallendorf, Immendorf und Watenstedt.
Stimmenanteile der Parteien in Prozent
| Jahr | Wbt. | SPD  | CDU  | DUG  | FDP | Linke | MBS | Grüne |
| ---- | ---- | ---- | ---- | ---- | --- | ----- | --- | ----- |
| 2006 | 52,2 | 66,8 | 33,2 |      |     |       |     |       |
| 2011 | 51,5 | 61,4 | 29,0 |      |     | 3,2   | 6,5 |       |
| 2016 | 50,5 | 51,2 | 31,9 |      |     | 3,7   | 8,6 | 4,6   |
| 2021 | 49,5 | 53,8 | 22,9 | 12,7 | 6,7 | 3,9   |     |       |

Sitzverteilung
| Jahr | Gesamt | SPD | CDU | DUG | FDP | Linke | MBS | Grüne |
| ---- | ------ | --- | --- | --- | --- | ----- | --- | ----- |
| 2001 | 21     | 14  | 7   |     |     |       |     |       |
| 2006 | 15     | 10  | 5   |     |     |       |     |       |
| 2011 | 15     | 9   | 4   |     |     | 1     | 1   |       |
| 2016 | 15     | 8   | 5   |     |     |       | 1   | 1     |
| 2021 | 15     | 8   | 3   | 2   | 1   | 1     |     |       |

### Südost
Die Ortschaft Südost umfasst die fünf Stadtteile Barum, Beinum, Flachstöckheim, Lobmachtersen und Ohlendorf.
Stimmenanteile der Parteien in Prozent
| Jahr   | Wbt. | SPD  | CDU  | Grüne | AfD  | FW  | MBS | FDP |
| ------ | ---- | ---- | ---- | ----- | ---- | --- | --- | --- |
| 2006   | 64,0 | 53,5 | 46,5 |       |      |     |     |     |
| 120111 | 53,9 | 45,5 | 36,3 | 9,4   |      |     | 5,3 |     |
| 2016   | 56,6 | 49,8 | 34,2 | 5,8   |      |     | 8,0 | 2,1 |
| 2021   | 57,6 | 41,9 | 37,1 | 8,00  | 7,96 | 5,0 |     |     |

Sitzverteilung
| Jahr | Gesamt | SPD | CDU | Grüne | AfD | FW | MBS |
| ---- | ------ | --- | --- | ----- | --- | -- | --- |
| 2001 | 21     | 12  | 9   |       |     |    |     |
| 2006 | 15     | 8   | 7   |       |     |    |     |
| 2011 | 15     | 7   | 6   | 1     |     |    | 1   |
| 2016 | 15     | 8   | 5   | 1     |     |    | 1   |
| 2021 | 15     | 6   | 6   | 1     | 1   | 1  |     |

Fußnote
1 2011: zusätzlich: FUW: 2,3 %

### Süd
Die Ortschaft Süd umfasst die fünf Stadtteile Gitter, Groß Mahner, Hohenrode, Ringelheim und Salzgitter-Bad.
Stimmenanteile der Parteien in Prozent
| Jahr | Wbt. | SPD  | CDU  | Grüne | AfD | FDP | Linke | FW  | MBS  | UWGS |
| ---- | ---- | ---- | ---- | ----- | --- | --- | ----- | --- | ---- | ---- |
| 2006 | 47,9 | 34,0 | 36,1 | 2,4   |     | 6,1 | 3,9   |     | 11,8 | 5,7  |
| 2011 | 44,9 | 41,6 | 32,4 | 7,8   |     | 3,0 | 4,1   |     | 10,0 |      |
| 2016 | 46,2 | 38,4 | 35,5 | 5,7   |     | 4,7 | 6,5   |     | 9,2  |      |
| 2021 | 49,0 | 34,2 | 34,0 | 8,4   | 8,3 | 4,9 | 4,6   | 3,2 | 2,3  |      |

Sitzverteilung
| Jahr | Gesamt | SPD | CDU | Grüne | AfD | FDP | Linke | FW | MBS | UWGS |
| ---- | ------ | --- | --- | ----- | --- | --- | ----- | -- | --- | ---- |
| 2001 | 27     | 13  | 11  |       |     | 2   |       |    | 1   |      |
| 2006 | 19     | 7   | 7   |       |     | 1   | 1     |    | 2   | 1    |
| 2011 | 19     | 8   | 6   | 1     |     | 1   | 1     |    | 2   |      |
| 2016 | 19     | 7   | 7   | 1     |     | 1   | 1     |    | 2   |      |
| 2021 | 19     | 6   | 6   | 2     | 2   | 1   | 1     | 1  |     |      |

### West
Die Ortschaft West umfasst die vier Stadtteile Calbecht, Engerode, Gebhardshagen und Heerte.
Stimmenanteile der Parteien in Prozent
| Jahr   | Wbt. | SPD  | CDU  | Grüne | FDP | MBS | Linke |
| ------ | ---- | ---- | ---- | ----- | --- | --- | ----- |
| 2006   | 51,2 | 60,2 | 24,8 |       | 3,0 | 8,6 | 3,3   |
| 2011   | 49,3 | 58,9 | 27,1 |       | 1,4 | 7,6 | 5,0   |
| 2016   | 50,1 | 55,4 | 26,1 |       | 3,8 | 9,3 | 5,4   |
| 2021 1 | 52,9 | 47,5 | 21,3 | 9,1   | 8,2 | 5,8 | 3,3   |

Sitzverteilung
| Jahr   | Gesamt | SPD | CDU | Grüne | FDP | MBS | Linke |
| ------ | ------ | --- | --- | ----- | --- | --- | ----- |
| 2001   | 23     | 16  | 7   |       |     |     |       |
| 2006   | 17     | 10  | 4   |       | 1   | 1   | 1     |
| 2011   | 15     | 9   | 4   |       |     | 1   | 1     |
| 2016   | 15     | 8   | 4   |       | 1   | 1   | 1     |
| 2021 1 | 15     | 7   | 3   | 1     | 1   | 1   | 1     |

### Nordwest
Die Ortschaft Nordwest umfasst die vier Stadtteile Lesse, Lichtenberg, Osterlinde und Reppner.
Stimmenanteile der Parteien in Prozent
| Jahr | Wbt. | SPD  | CDU  | Grüne | FDP | MBS | Linke |
| ---- | ---- | ---- | ---- | ----- | --- | --- | ----- |
| 2006 | 56,6 | 43,6 | 39,8 | 4,1   | 6,2 | 3,4 | 2,9   |
| 2011 | 56,8 | 47,9 | 33,4 | 9,7   | 2,4 | 3,8 | 2,0   |
| 2016 | 59,2 | 47,0 | 33,7 | 5,7   | 3,4 | 6,4 | 3,8   |
| 2021 | 63,6 | 33,2 | 40,2 | 9,8   | 9,2 | 4,8 | 2,8   |

Sitzverteilung
| Jahr | Gesamt | SPD | CDU | Grüne | FDP | MBS | Linke |
| ---- | ------ | --- | --- | ----- | --- | --- | ----- |
| 2001 | 21     | 10  | 9   | 1     | 1   |     |       |
| 2006 | 15     | 7   | 6   | 1     | 1   |     |       |
| 2011 | 15     | 7   | 5   | 2     |     | 1   |       |
| 2016 | 15     | 7   | 5   | 1     |     | 1   | 1     |
| 2021 | 15     | 5   | 6   | 2     | 1   | 1   |       |